# Transformacja systemowa w Polsce
Transformacja systemowa w Polsce – ogół zmian zapoczątkowanych w Polsce w latach 80. XX wieku, które zostały ukierunkowane na budowę wolnego rynku, stworzenie społeczeństwa obywatelskiego oraz demokratyzację.
Przebudowa państwa objęła swoim zasięgiem niemal wszystkie sfery życia społecznego, dlatego na potrzeby badawcze wyróżnia się następujące podkategorie transformacji:
- transformację ustrojową (wdrażanie instytucji i procedur demokratycznych)
- transformację gospodarczą (tworzenie wolnego rynku opartego na własności prywatnej)
- transformację społeczną (zmiana mentalności społecznej, akceptacja nowych reguł).

Polska, jako pierwszy kraj w obozie socjalistycznym, wkroczyła na drogę transformacji. Wraz z powstaniem NSZZ „Solidarność” w 1980 stworzono podstawy samorządnej Rzeczypospolitej.

## Tło polityczne
Zmiany polityczne w Polsce, zainaugurowane kompromisem między władzami komunistycznymi a solidarnościową opozycją podczas obrad „okrągłego stołu”, przyspieszyły pierwsze w powojennym okresie, częściowo wolne wybory parlamentarne 4 czerwca 1989 r. Wyniki wyborów unaoczniły brak poparcia społeczeństwa dla rządzących i umożliwiły opozycji powołanie rządu. Misja jego utworzenia została powierzona znanemu działaczowi opozycyjnemu, doradcy związkowemu Lecha Wałęsy, Tadeuszowi Mazowieckiemu. W rządzie T. Mazowieckiego, obok reprezentantów Obywatelskiego Klubu Poselskiego, skupiającego posłów obozu solidarnościowego, znaleźli się członkowie partii rządzących w czasach PRL (PZPR, SD i ZSL).
W przemówieniu sejmowym, wygłoszonym w końcu sierpnia 1989 r., premier T. Mazowiecki przedstawił program ustrojowych reform politycznych i gospodarczych. Zapoczątkowały je zmiany personalne i organizacyjne w najważniejszych instytucjach państwowych, ograniczające wpływy komunistów i ich sojuszników. Kluczową pozycję w rządzie w sprawach gospodarczych powierzono wicepremierowi i ministrowi finansów Leszkowi Balcerowiczowi.
W styczniu 1990 r. nastąpiło rozwiązanie PZPR, a część jej byłych członków utworzyła Socjaldemokrację Rzeczypospolitej Polskiej (SdRP). W maju 1990 r. w wyniku połączenia ZSL z tzw. wilanowskim PSL (grupującym większość żyjących działaczy PSL z lat 1945-47) powstało działające do dziś Polskie Stronnictwo Ludowe (PSL), nawiązujące do tradycji mikołajczykowskich. Umacniały się ugrupowania działające w PRL nielegalnie i powstawały nowe partie skupiające przedstawicieli dawnej opozycji. Wielość stronnictw wskazywała na klęskę układu monopartyjnego z czasów PRL i umacnianie się pluralizmu politycznego. Ujawniała także silne wewnętrzne podziały w środowisku dawnej opozycji i słabość poszczególnych partii je reprezentujących.
Podziały te z całą siłą wystąpiły podczas wyborów prezydenckich jesienią 1990 r. Zwycięstwo L. Wałęsy i przegrana T. Mazowieckiego pogłębiły proces polaryzacji obozu antykomunistycznego. T. Mazowiecki ustąpił ze stanowiska premiera, a jego miejsce na początku 1991 r. zajął, wywodzący się z Kongresu Liberalno-Demokratycznego (KL-D), Jan Krzysztof Bielecki. Symbolem kontynuacji rozpoczętych reform gospodarczych było utrzymanie dotychczasowej pozycji w rządzie przez L. Balcerowicza, zaś zagrożeniem dla nich lawinowo narastające spory i podziały w koalicji rządzącej, osłabiające je politycznie (tzw. wojna na górze).
Wszystkie te okoliczności wpłynęły na niską frekwencję i wyniki wyborów parlamentarnych na jesieni 1991 r. Najwięcej, choć silnie rozproszonych głosów, otrzymała Unia Demokratyczna (UD) T. Mazowieckiego i postkomunistyczny Sojusz Lewicy Demokratycznej (SLD), skupiony wokół SdRP Aleksandra Kwaśniewskiego. Po długich zabiegach związanych z utworzeniem rządu na jego czele stanął Jan Olszewski z Porozumienia Centrum (PC).
Rząd J. Olszewskiego, który szybko popadł w konflikt z prezydentem L. Wałęsą i parlamentem na tle nieudolnej propozycji lustracji kadr państwowych, przetrwał tylko do połowy 1992 r. Zastąpił go, po nieudanej próbie stworzenia rządu przez Waldemara Pawlaka z PSL, gabinet sformowany przez Hannę Suchocką z UD. Jednak nasilające się spory polityczne na prawicy i pogłębiający się konflikt między rządem, NSZZ „Solidarność” i prezydentem doprowadziły do upadku gabinetu H. Suchockiej w maju 1993 r. i rozpisania przedterminowych wyborów parlamentarnych.
Wybory z września 1993 r. przyniosły zwycięstwo postkomunistów zorganizowanych w SLD i klęskę ugrupowań postsolidarnościowych. W rękach dawnej opozycji pozostał tylko urząd Prezydenta RP oraz tzw. resorty prezydenckie: obrony narodowej, spraw wewnętrznych i spraw zagranicznych. Społeczeństwo, zdezorientowane i zmęczone nie zawsze dla niego jasnymi sporami politycznymi, a przede wszystkim ciężarami przeprowadzanych reform gospodarczych, opowiedziało się za ugrupowaniami lewicowymi, które w warunkach nowego ustroju politycznego zasadniczo zmieniły głoszone hasła polityczne i rozbudziły nadzieje na bezbolesne zmiany systemowe. Na czele rządu sformowanego przez koalicję SLD i PSL stanął W. Pawlak, w marcu 1995 r. zastąpiony przez sprawniejszego przedstawiciela SLD – Józefa Oleksego. Niespełna rok później, wobec pojawienia się zarzutów o szpiegostwo, premier J. Oleksy podał się do dymisji. Jego miejsce zajął inny polityk SLD, Włodzimierz Cimoszewicz.
Skutecznie przeprowadzona kampania przed wyborami prezydenckimi na jesieni 1995 r. dała przewagę kandydatowi SLD A. Kwaśniewskiemu. Jego nieznaczne zwycięstwo nad L. Wałęsą doprowadziło do sytuacji, w której lewica związana koalicyjnie z PSL odzyskała monopol władzy. Nie tylko miała przewagę w parlamencie i rządzie, ale objęła także urząd prezydencki. Ułatwiło to uchwalenie w 1997 r. nowej, demokratycznej Konstytucji Rzeczypospolitej Polskiej. Po sześciu latach od powstania rządów solidarnościowych ugrupowania wyrosłe z walki z władzami komunistycznymi ponownie znalazły się w opozycji.
Ugrupowania te nie ustawały jednak w wysiłkach, aby w kolejnych wyborach parlamentarnych sięgnąć po władzę. Utworzona w 1996 r. przez Mariana Krzaklewskiego Akcja Wyborcza „Solidarność” (AWS) szybko zyskiwała poparcie społeczne. Po zwycięskich wyborach koalicja AWS i Unii Wolności (UW), powstałej w 1994 r. z połączenia KLD i UD, umożliwiła sformowanie na jesieni 1997 r. rządu Jerzego Buzka. W jego gabinecie funkcję wicepremiera odpowiedzialnego za sprawy gospodarcze i ministra finansów ponownie powierzono L. Balcerowiczowi, liderowi UW.
Rządy AWS-UW szybko jednak zaczęły tracić poparcie społeczne pod wpływem pogarszającej się sytuacji gospodarczej kraju, niesprawnie wdrażanych reform społeczno-ekonomicznych i licznych przejawów korupcji. Na zmniejszone poparcie dla rządu nałożyły się spory między AWS i UW, które w 2000 r. doprowadziły do ustąpienia ministrów z UW, m.in. L. Balcerowicza. W kolejnych wyborach prezydenckich społeczeństwo, zmęczone utarczkami politycznymi i trudną sytuacją ekonomiczną, zdecydowanie opowiedziało się za kontynuowaniem prezydentury przez A. Kwaśniewskiego.

## Transformacja ustrojowa
Obrady Okrągłego Stołu i wybory z czerwca 1989 stanowiły natomiast początek transformacji ustrojowej.
Pierwsze częściowo wolne wybory odbyły się 4 i 18 czerwca 1989 – w ich wyniku Komitet Obywatelski „Solidarność” otrzymał maksymalną dopuszczoną liczbę miejsc w Sejmie. 24 sierpnia 1989 powstał rząd Tadeusza Mazowieckiego. W tym czasie prezydentem został mianowany Wojciech Jaruzelski. Rok później przeprowadzono wybory prezydenckie, które wygrał Lech Wałęsa. Pierwsze w pełni demokratyczne wybory parlamentarne odbyły się w 1991. W ich efekcie utworzono pierwszy demokratyczny rząd Jana Olszewskiego, a Polska stała się w pełni demokratycznym państwem.
Demokratyczne władze Polski przeprowadziły w czasie pierwszych lat III Rzeczypospolitej wiele istotnych zmian i reform. Początkowo wprowadzono zmiany do Konstytucji PRL zmieniające nazwę państwa na Rzeczpospolita Polska, powracające do godła orła w koronie i odrzucające zasady komunistycznego systemu jednopartyjnego.

## Transformacja gospodarcza

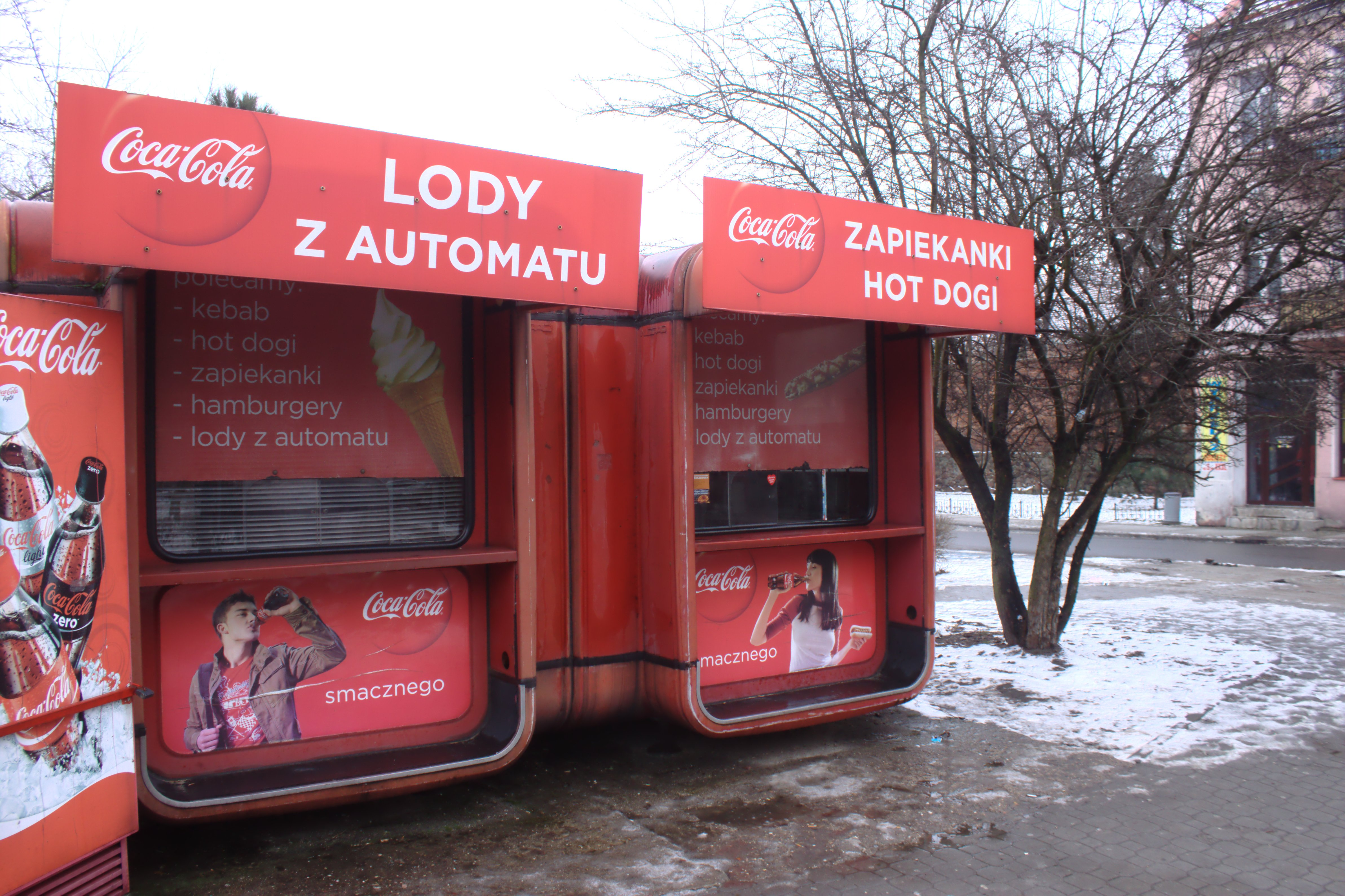
Symbolem rozkwitu indywidualnej działalności gospodarczej stały się m.in. nowoczesne kioski typu K67 wykorzystywane do handlu i gastronomii

Powołany w 1989 r. rząd T. Mazowieckiego przystąpił do gruntownych reform ekonomicznych. Stanowiły one ważny element transformacji ustrojowej, przygotowanej i realizowanej pod kierunkiem wicepremiera L. Balcerowicza, przy udziale doradców z Zachodu. Pierwszym zadaniem reformatorów było powstrzymanie, rozkręconej latem 1989 r. przez ostatni rząd komunistyczny, spirali cen i dochodów, która na jesieni przeszła w hiperinflację.
W celu przeciwdziałania hiperinflacji L. Balcerowicz wprowadził system indeksacji płac, ograniczający ich wzrost, a także doprowadził do dewaluacji złotego z 988 zł (sprzed denominacji) w sierpniu do 6500 zł za 1 USD w końcu grudnia 1989 r. Przygotował też zmiany w zdezaktualizowanym budżecie państwa, podwyższające jego deficyt, ale także zwiększające dochody, m.in. przez podwyżkę cen energii i alkoholu. Prowadził również rozmowy z zachodnimi instytucjami międzynarodowymi na temat pomocy ekonomicznej dla Polski, redukcji zadłużenia i stabilizacji złotego.
Równocześnie z działaniami bieżącymi L. Balcerowicz pracował nad pakietem kompleksowych reform stabilizacyjnych i zmian systemowych, które w październiku 1989 r. zostały przyjęte przez Radę Ministrów jako „Program gospodarczy rządu – główne założenia i kierunki”. Program, nazwany przez dziennikarzy planem Balcerowicza, wychodził z założenia, że w warunkach wolności politycznej możliwy jest swobodny wybór ustroju ekonomicznego kraju. Wdrażać jednak należy system sprawdzony, oparty na prywatnej własności, konkurencji, mocnym i wymienialnym pieniądzu oraz rozbudowanej wymianie z zagranicą, niezależny od biurokracji państwowej i nacisków związków zawodowych.
Reformy systemowe i instytucjonalne w ramach planu Balcerowicza obejmowały: likwidację pozostałości systemu centralnego kierowania gospodarką, reaktywowanie samorządu terytorialnego i własności komunalnej, przeprowadzenie prywatyzacji, odrzucenie zasady automatycznego finansowania przedsięwzięć gospodarczych, zmianę systemu podatkowego, usamodzielnienie przedsiębiorstw państwowych, wprowadzenie wymienialności pieniądza, liberalizację handlu zagranicznego, demonopolizację, stworzenie rynku nieruchomości, komercjalizację sektora bankowego i ubezpieczeniowego, zorganizowanie rynku papierów wartościowych, ułatwienie funkcjonowania inwestorów zagranicznych i wprowadzenie osłony socjalnej dla bezrobotnych.
L. Balcerowicz uważał, że tworzenie nowego ustroju ekonomicznego musi być powiązane z dalszym zdecydowanym zwalczaniem inflacji. Z uwagi na kilkudziesięcioprocentową stopę inflacji w skali miesiąca proponował radykalne posunięcia (nazwane terapią radykalną lub terapią szokową), polegające na ograniczeniu ilości pieniądza dopływającego do gospodarki, obniżeniu pułapu wzrostu płac i ustaleniu stałego (na kilka miesięcy) kursu waluty. L. Balcerowicz nie był pewny co do skuteczności tej polityki ze względu na dominację gospodarki państwowej z jej zadawnionymi wynaturzeniami. Był jednak przekonany, że konsekwentna walka z inflacją nie tylko jest warunkiem uruchomienia procesu transformacji gospodarki, ale także jego wsparcia przez państwa zachodnie i Międzynarodowy Fundusz Walutowy (MFW).
Plan Balcerowicza ujęty został w pakiet stabilizacyjny, na który składało się 11 ustaw przyjętych przez Sejm między świętami Bożego Narodzenia a sylwestrem 1989 r. Zawarte w nowych aktach prawnych podstawowe cele polityki gospodarczej na 1990 r. sprowadzały się do ograniczenia deficytu budżetowego oraz zahamowania tempa przyrostu podaży pieniądza. Zmniejszono nakłady inwestycyjne, ograniczono ulgi podatkowe i radykalnie zredukowano dotacje, szczególnie do nośników energii. W rezultacie drastycznie (3-4 razy) wzrosły ceny węgla, gazu i prądu elektrycznego. Temu samemu celowi służyła wysoka podwyżka taryf kolejowych pasażerskich i towarowych. Zmiany cen miały także charakter korekcyjny, stopniowo zbliżający ich poziom do światowego. W celu zachęcenia do oszczędzania w walucie krajowej podniesiono oprocentowanie lokat bankowych, urealniając ich stopę.
Wprowadzono częściową (wewnętrzną) wymienialność złotego i ustalono sztywny kurs złotego na poziomie 9500 zł (sprzed denominacji) za 1 USD. W maju 1991 r. zmieniono sposób kształtowania kursu złotego. Zamiast do dolara kurs zaczęto ustalać w stosunku do tzw. koszyka walut, który utrzymał się do końca 1998 r. Koszyk składał się w 45% z dolarów USA, 35% – marek niemieckich, 10% – funtów brytyjskich, 5% – franków francuskich i 5% – franków szwajcarskich. Dodatkowo, od jesieni 1991 r. stosowano zasadę pełzającej dewaluacji, czyli codziennego podwyższania wartości koszyka walut wyrażonego w złotych polskich. Początkowo dewaluacja wynosiła 1,8% miesięcznie, w kolejnych latach była stopniowo redukowana aż do 0,5% w 1998 r. Jednocześnie nie rezygnowano ze skokowej dewaluacji, którą przeprowadzono w lutym 1992 r. i w sierpniu 1993 r. Podstawowym celem dewaluacji – jak zakładano – miało być pobudzanie wzrostu gospodarczego. W 1999 r., w związku z powstaniem Europejskiej Unii Monetarnej i wspólnego pieniądza euro, zmieniono skład koszyka walut Narodowego Banku Polskiego. Zawartość koszyka ograniczono do dwóch walut – euro i dolara w proporcji 55 do 45.
Dążąc do ograniczenia nadmiernego wzrostu płac w przedsiębiorstwach wprowadzono podatek od ponadnormatywego wzrostu wynagrodzeń, zwany „popiwkiem”. Przekroczenie pewnego zmiennego progu ściągało, głównie na pozbawione naturalnego hamulca płacowego przedsiębiorstwa państwowe, sankcje podatkowe. Jednocześnie, wykorzystując wewnętrzną wymienialność złotego, zobowiązano przedsiębiorstwa do odsprzedawania bankom wpływów z eksportu i zezwolono im na zakup walut obcych na opłacenie importu.
Równocześnie z uruchomieniem silnych hamulców antyinflacyjnych przystąpiono do stopniowej liberalizacji życia gospodarczego. Już w styczniu 1990 r. zezwolono na swobodne kształtowanie 90% cen, co pozwoliło ograniczyć dotacje budżetowe i stopniowo równoważyć rynek. Dopuszczono do prowadzenia handlu zagranicznego wszystkie podmioty, likwidując państwowy monopol handlu zagranicznego. W 1991 r. wprowadzono nową taryfę celną o charakterze ochronnym, a jednocześnie zgodną z normami prawa międzynarodowego. Uchylono ograniczenia w obrocie ziemią i posiadaniu gruntów przez gospodarstwa prywatne. Nie dotyczyło to obcokrajowców, którzy zgodnie z obowiązującym jeszcze przedwojennym prawem musieli uzyskiwać zezwolenia Ministerstwa Spraw Wewnętrznych.
W ramach przekształceń instytucjonalnych przystąpiono do reformowania sfery budżetowej i systemu podatkowego. Rozdzielono budżet centralny i budżety terenowe, powołano izby i urzędy skarbowe wyposażone w silną egzekutywę fiskalną. Przystąpiono do zmian systemu podatkowego, czerpiąc wzorce z gospodarki zachodniej. Jego podstawą stał się jednolity podatek dochodowy od przedsiębiorstw, powszechny podatek od dochodów osobistych i podatek od towarów i usług (ze względu na swą konstrukcję zwany podatkiem VAT). Powstał Urząd Antymonopolowy, którego celem było rozbicie wielkich monopoli w sferze produkcji i handlu.
Zmiany w przemyśle inicjowała m.in. powołana w 1991 r. Agencja Rozwoju Przemysłu. Z jej środków udzielano kredytów preferencyjnych służących do uzdrowienia gospodarki przedsiębiorstw znajdujących się w złej kondycji ekonomicznej. Podjęto także wdrażanie kilkudziesięciu programów restrukturyzacji poszczególnych branż i przedsiębiorstw (m.in. górnictwa węgla kamiennego, hutnictwa, przemysłu zbrojeniowego). Umarzano część zaległości podatkowych oraz tolerowano zaległości w płatnościach na rzecz ZUS.
Polityka państwa wobec rolnictwa, oprócz prywatyzacji, koncentrowała się na jego stopniowym dostosowywaniu do Wspólnej Polityki Rolnej Unii Europejskiej i podniesieniu konkurencyjności niezbędnej do rozszerzenia eksportu. Praktycznie wyeliminowano dotacje, ograniczając pomoc do ulg podatkowych, ochrony przed dotowanym importem i kredytów preferencyjnych. Mało efektywna ochrona przed konkurencyjnym importem realizowana była poprzez system stawek celnych i podatek importowy. Skromną pomoc finansową – przy udziale środków zagranicznych – oferowała Agencja Restrukturyzacji i Modernizacji Rolnictwa. Mierne efekty przynosiła działalność Agencji Rynku Rolnego, której celem była interwencja na rynku produktów rolnych.
Zlikwidowano centralne związki spółdzielcze, umożliwiając demonopolizację spółdzielczości oraz jej nieskrępowany rozwój. Reaktywowano samorząd terytorialny, którego podstawę ekonomiczną stanowiły skomunalizowana część mienia państwowego i samodzielne budżety gmin. Pojawiły się różnorodne inicjatywy rozwijania samorządu gospodarczego reprezentującego sektor prywatny. Rozpoczęto komercjalizację sektora państwowego jako wstęp do jego prywatyzacji i umożliwiono tworzenie banków prywatnych. Wystąpiono na drogę sądową, zmierzając do likwidacji przedsiębiorstw-bankrutów i tych, które utraciły wiarygodność kredytową.
Oprócz działań w sferze gospodarczej, tworzono osłonę socjalną dla rosnącej liczby bezrobotnych i osób znajdujących się w trudnych warunkach materialnych. Wprowadzono zasiłek dla bezrobotnych, zwykle wypłacany przez 12 miesięcy w wysokości 36% przeciętnego wynagrodzenia w gospodarce. W ramach reformy pomocy społecznej wprowadzono zasiłki stałe lub okresowe, w tym na zakup leków, dla kobiet w ciąży i mieszkaniowe. Zasiłki stanowiły uzupełnienie tych instytucji socjalnych, które funkcjonowały już wcześniej.
Restrykcyjna polityka pieniężna została nieco złagodzona w czerwcu 1990 r. Zmniejszono ciężar „popiwku” i obniżono stopę procentową NBP. Sytuację skomplikowało przejście z początkiem 1991 r. na rozliczenia dolarowe w stosunkach z ZSRR, a następnie rozwiązanie RWPG. Spowodowało ono gwałtowny wzrost cen paliw i załamanie eksportu do krajów byłego bloku wschodniego. Nastąpiły spadek produkcji, pogorszenie bilansu płatniczego i wzrost deficytu budżetowego, głównie pod wpływem rosnących wydatków socjalnych. Te niekorzystne tendencje skłoniły władze gospodarcze do przeprowadzenia w maju 1991 r. skokowej dewaluacji złotego w celu zwiększenia atrakcyjności eksportu. Obniżka stopy oprocentowania kredytu refinansowego NBP miała pobudzić skłonność do inwestowania. Jednocześnie przyjęto ustawę o spółkach z udziałem zagranicznym, zachęcającą obcy kapitał do inwestowania w Polsce.
Rząd J. Olszewskiego, który objął władzę w 1992 r., był krytycznie nastawiony do polityki gospodarczej L. Balcerowicza. Jednak jego ministrowie finansów Karol Lutkowski i Andrzej Olechowski kontynuowali ją, próbując łączyć ograniczanie inflacji z pobudzaniem wzrostu gospodarczego i opłacalności eksportu. Skokowa dewaluacja złotego spowodowała wzrost kursu dolara, co stymulowało eksport. Jednocześnie wzrosły cła importowe (w tym szczególnie silnie na samochody) i wprowadzono specjalną opłatę, hamującą nadmierny przywóz towarów.
Wydarzenia polityczne z połowy 1993 r. (upadek rządu H. Suchockiej) negatywnie wpłynęły na skuteczność polityki gospodarczej. Zahamowały proces prywatyzacji i wdrażania nowych rozwiązań instytucjonalnych. Pozytywnym zjawiskiem w polityce rządu było uzgodnienie Paktu o przedsiębiorstwie. Tworzył go pakiet ustaw odnoszących się do warunków pracy, spraw socjalnych i prywatyzacji przedsiębiorstw państwowych. Pakt o przedsiębiorstwie stworzył warunki prawne do poprawy kondycji ekonomicznej firm zarządzanych przez państwo oraz ich prywatyzacji, gwarantującej korzyści dla załóg.
Ukształtowany na jesieni 1993 r. lewicowy rząd koalicyjny SLD-PSL zapowiedział przyjęcie prospołecznego wariantu gospodarki rynkowej. Zarys zmian w polityce gospodarczej, po krótkiej kadencji na stanowisku ministra finansów Marka Borowskiego, zaprezentowany został dopiero w czerwcu 1994 r. w postaci przygotowanej przez następnego wicepremiera i ministra finansów Grzegorza W. Kołodkę Strategii dla Polski. Zawarte w niej rozwiązania zapoczątkowały nową fazę transformacji, wysuwając trzy priorytety: szybki wzrost gospodarczy, stabilizację systemową i makroekonomiczną oraz poprawę warunków życia. W ramach realizacji Strategii dla Polski nastąpiła likwidacja „popiwku”, którego funkcję powstrzymywania nadmiernego wzrostu płac przejęła Komisja Trójstronna do Spraw Społeczno-Gospodarczych. Zasiadający w niej przedstawiciele rządu, związków zawodowych i pracodawców uzgadniali dla podmiotów gospodarczych zatrudniających powyżej 50 osób maksymalny wskaźnik przyrostu wynagrodzeń zaliczanych w ciężar kosztów.
Tymczasem, ujawniające się spory między NBP, kierowanym przez Hannę Gronkiewicz-Waltz, a Ministerstwem Finansów dotyczące polityki pieniężnej wywoływały sprzeczne decyzje w sprawie stóp procentowych. Jednak ich podwyżki osłabiły aktywność gospodarczą, a obniżki w małym stopniu na nią wpłynęły, szczególnie na eksport.
Posunięciem o charakterze porządkującym i psychologicznym było rozpoczęcie przez NBP w 1995 r. ekwiwalentnej denominacji złotego. Polegała ona na stopniowym wprowadzaniu do obiegu nowego złotego w relacji 1 nowy złoty za 10 000 starych złotych.
Generalnie, polityka gospodarcza rządów postkomunistycznych w latach 1994–1997 była bardziej zachowawcza od realizowanej wcześniej. Nie podejmowano zasadniczych reform strukturalnych (np. w zakresie ubezpieczeń społecznych), a nawet wzmacniano pozycję państwa i sektora publicznego w gospodarce. Utrzymywano ochronę rynku wewnętrznego przed konkurencją towarów zagranicznych, szczególnie rolnych.
Inauguracji na jesieni 1997 r. funkcjonowania rządu AWS-UW towarzyszyły poważne perturbacje w gospodarce światowej, szczególnie w Rosji. Niosły one poważne zagrożenia dla koniunktury gospodarczej w Polsce. Rząd, a szczególnie wicepremier L. Balcerowicz oraz powołana w 1998 r. Rada Polityki Pieniężnej NBP opowiedzieli się za pewnym schłodzeniem gospodarki. Natomiast szef Rządowego Centrum Studiów Strategicznych Jerzy Kropiwnicki i przedstawiciele opozycji wzywali do pobudzenia wzrostu przez obniżenie stóp procentowych i dewaluację złotego. Mimo komplikującej się sytuacji ekonomicznej, rząd zgodnie z obietnicami wyborczymi podjął niezbędną, ale ryzykowną politycznie, decyzję o wprowadzeniu w 1998 r. reformy samorządu terytorialnego oraz o wdrożeniu od 1999 r. nowego systemu emerytalnego, reformy służby zdrowia i szkolnictwa (program czterech reform).
W całym okresie 1990–2000 wysiłki poszczególnych rządów nakierowane były na nawiązanie ściślejszych kontaktów z organizacjami międzynarodowymi świata zachodniego, ułatwiającymi wymianę towarową i zmniejszającymi ciężar zadłużenia. Na podstawie podpisanej w grudniu 1991 r. Umowy Stowarzyszeniowej pomiędzy Polską a Wspólnotami Europejskimi w marcu 1992 r. zaczęło funkcjonować przejściowe porozumienie, regulujące kwestie handlowe. W lutym 1994 r. weszła w życie pełna umowa (Układ Europejski) obejmująca m.in. zagadnienia ruchu siły roboczej i kapitału, usług, dostosowania ustawodawstwa i polityki w dziedzinie konkurencji. W tym samym roku Polska złożyła wniosek o członkostwo w Unii Europejskiej, a następnie rozpoczęła żmudne negocjacje i szerokie prace dostosowawcze.
Układ Europejski przez liberalizację polityki celnej stopniowo otwierał Wspólnoty Europejskie na polski eksport. W ciągu dziesięciu lat miało dojść do utworzenia strefy wolnego handlu wyrobami przemysłowymi. Natomiast bardziej rygorystycznie potraktowano produkty rolne, uzależniając ich import przez Unię od tempa znoszenia przez Polskę ceł i opłat na produkty eksportowane przez państwa Europy Zachodniej. Podobnie, korzystniejsze warunki (głównie dla eksportu przemysłowego) stworzyła umowa z grudnia 1992 r. z krajami Europejskiego Stowarzyszenia Wolnego Handlu (EFTA) o utworzeniu strefy wolnego handlu, zakładająca fazową redukcję barier celnych.
Ważnym wydarzeniem było powołanie w grudniu 1992 r. przez Polskę, Czechy, Słowację i Węgry Środkowo-Europejskiego Porozumienia o Wolnym Handlu (CEFTA), do którego w latach 1996–1998 przystąpiły: Słowenia, Rumunia i Bułgaria. Celem CEFTA, która zainaugurowała działalność w 1994 r., było utworzenie strefy wolnego handlu wyrobami przemysłowymi oraz liberalizacja handlu artykułami rolno-spożywczymi.
W grudniu 1989 r. rząd polski przesłał do MFW List intencyjny i Memorandum, zawierające założenia programu gospodarczego oraz cele polityki gospodarczej. Dokumenty, przyjęte przez MFW, były podstawą przyznania Polsce kredytu w wysokości ponad 720 mln USD. Jednocześnie kraje uprzemysłowione utworzyły Fundusz Stabilizacyjny, na który składały się darowizny, pożyczki i linie kredytowe o wartości ok. 1 mld USD. Środki te miały posłużyć do osiągnięcia częściowej wymienialności złotego. Strona polska czyniła starania o wykorzystanie Funduszu Stabilizacyjnego na restrukturyzację systemu bankowego i prywatyzację. Na przeszkodzie pełnego wykorzystania pomocy MFW stały nadmierny deficyt budżetowy i inflacja, które przekraczały ustalenia między rządem polskim a władzami MFW.
Pomoc nadeszła także z Międzynarodowego Banku Odbudowy i Rozwoju (Bank Światowy), Europejskiego Banku Odbudowy i Rozwoju (EBOR), OECD (Organizacja Współpracy Gospodarczej i Rozwoju) oraz Komisji Unii Europejskiej. Głównymi celami tej pomocy były reformy systemu ekonomicznego (w tym prywatyzacja), zmiany w strukturze wytwórczości i podniesienie wiarygodności kredytowej Polski. Tylko Unia Europejska przekazała Polsce w latach 1990–1999 ponad 2 mld euro, głównie na różne cele związane z rozwojem regionalnym.
Zasadniczym problemem w międzynarodowych stosunkach finansowych pozostawała kwestia zadłużenia wobec państw Zachodu, którą starano się łagodzić przy udziale MFW. Wierzyciele Polski skupieni byli w dwóch grupach, łącznie obejmujących 89% wierzytelności. Pierwszą stanowiło 17 państw Klubu Paryskiego, reprezentujących kredyty gwarantowane przez rządy, do drugiej należeli przedstawiciele banków komercyjnych (Klub Londyński). Rozmowy z klubami nie należały do łatwych, zwłaszcza w odniesieniu do kredytów zaciągniętych w bankach komercyjnych. Początkowo doprowadziły one do zawarcia w lutym 1990 r. porozumienia z Klubem Paryskim, zawieszającego na jeden rok wszelkie polskie płatności. Dopiero wówczas przystąpiono do ofensywy dyplomatycznej mającej na celu redukcję zadłużenia. W 1991 r. osiągnięto porozumienie z Klubem Paryskim, a negocjacje z Klubem Londyńskim przeciągnęły się do 1994 r.
W wyniku porozumień z Klubem Paryskim umorzono 20–30% polskiego zadłużenia wobec poszczególnych krajów oraz radykalnie zmniejszono spłatę odsetek. Ustalenia z Klubem Londyńskim oznaczały 49% redukcję zadłużenia, łącznie z zaległymi odsetkami. Po redukcjach Polska znalazła się w grupie państw średnio zadłużonych, bardziej wiarygodnych kredytowo.

### Przekształcenia własnościowe
Zasadniczym elementem przemian ustrojowych stał się proces prywatyzacji, którego ramy prawne stworzyło kilka ustaw. Były to: ustawa z 13 lipca 1990 r. o prywatyzacji przedsiębiorstw państwowych; ustawa z 19 października 1991 r. o gospodarowaniu nieruchomościami rolnymi Skarbu Państwa oraz o zmianie niektórych ustaw; ustawa z 30 kwietnia 1993 r. o narodowych funduszach inwestycyjnych i ich prywatyzacji oraz ustawa z 30 sierpnia 1996 r. o komercjalizacji i prywatyzacji przedsiębiorstw państwowych. Wykorzystano także ustawę z 25 września 1981 r. o przedsiębiorstwach państwowych, umożliwiającą ich likwidację.
Wymienione ustawy były podstawą do przyjęcia kilku ścieżek prywatyzacji. I tak, ścieżka kapitałowa (prywatyzacja pośrednia) polegała na przekształceniu największych przedsiębiorstw państwowych w jednoosobowe spółki Skarbu Państwa, czyli ich komercjalizacji. Następnie akcje lub udziały samodzielnych spółek były przejmowane przez inwestorów, głównie strategicznych. Jednoosobowe spółki Skarbu Państwa włączone zostały także do procesu masowej prywatyzacji z wykorzystaniem Narodowych Funduszy Inwestycyjnych (NFI). Przedsiębiorstwa małe i średnie korzystały ze ścieżki likwidacyjnej (prywatyzacja bezpośrednia). W jej ramach sprzedawano, wnoszono do spółek lub oddawano w odpłatne użytkowanie majątek przedsiębiorstw państwowych. Grunty rolne państwowych gospodarstw rolnych przed ich prywatyzacją włączono do Zasobu Własności Rolnej Skarbu Państwa. Oprócz prywatyzacji sterowanej odgórnie, zaczęła rozwijać się oddolna prywatyzacja założycielska z udziałem kapitału krajowego i zagranicznego.
We wrześniu 1989 r. powstało – w ramach Ministerstwa Finansów – Biuro Pełnomocnika Rządu do spraw Przekształceń Własnościowych. Przygotowywało ono program prywatyzacji, a do jego pierwszych zadań należało zablokowanie narastającego od początku 1989 r. procesu tworzenia spółek „nomenklaturowych”. Powstawały one w wyniku przejmowania majątku państwowego przez osoby związane z zarządami przedsiębiorstw państwowych lub dawnymi władzami, uwłaszczając wybraną grupę społeczną kosztem pozostałych. Na podstawie ustawy z lipca 1990 r. prywatyzowanie majątku państwowego powierzono Ministerstwu Przekształceń Własnościowych. Wspomagały je różne instytucje, w tym powołana w 1992 r. Agencja Własności Rolnej Skarbu Państwa, której głównym celem było zagospodarowanie gruntów likwidowanych państwowych gospodarstw rolnych. Od 1996 r. problematyka przekształceń własnościowych skoncentrowana została w Ministerstwie Skarbu Państwa.
Ważnym wydarzeniem dla procesu przekształceń własnościowych było uruchomienie w kwietniu 1991 r. Warszawskiej Giełdy Papierów Wartościowych. Pierwszymi spółkami, których akcje notowano na giełdzie, były spółki przemysłowe i budowlane: Tonsil, Próchnik, Krosno, Exbud, Kable, a następnie Swarzędz, Wólczanka, Żywiec i Wedel. W ten sposób zainaugurowano szerszy proces przekształceń własnościowych na drodze kapitałowej. W 2000 r. na giełdzie notowano akcje 194 spółek, a także obligacje Skarbu Państwa, kontrakty terminowe i inne papiery wartościowe. Obroty na giełdzie papierów wartościowych wzrosły z zaledwie 29,2 mln zł w 1991 r. do 232,6 mld zł w 2000 r. Giełda wzmocniła podstawy gospodarki rynkowej w Polsce i przyspieszyła proces przekształceń własnościowych.
Tempo prywatyzacji było funkcją woli politycznej władz i przygotowań organizacyjnych, a przede wszystkim zainteresowania ze strony kapitału. Zaangażowanie poszczególnych rządów w przekształcenia własnościowe było różne. Generalnie, większy postęp notowano w okresie sprawowania władzy przez ekipy postsolidarnościowe niż postkomunistyczne. Podkreślić jednak należy, że podstawową przeszkodą dla szybkiej prywatyzacji był niedostatek kapitału krajowego. Kapitał zagraniczny, początkowo dosyć wstrzemięźliwy, większym strumieniem zaczął napływać od 1992 r. Motywowały go rozmiary polskiego rynku, rysujący się wzrost gospodarczy, niski koszt siły roboczej i umacnianie reform rynkowych.
Kapitał zagraniczny dokonywał zakupu prywatyzowanych przedsiębiorstw, tworzył spółki joint ventures i nabywał akcje na giełdzie.
Początkowo największe zainteresowanie inwestowaniem w Polsce wykazywały firmy amerykańskie, wielonarodowe, niemieckie, włoskie, francuskie i holenderskie. Ich kapitały kierowały się głównie do handlu i przemysłu przetwórczego. Do 1994 r. wartość zagranicznych inwestycji bezpośrednich osiągnęła 4,3 mld USD. Sytuację w tym zakresie zdecydowanie poprawił 1995 r., w którym wartość inwestycji zagranicznych zwiększyła się o 2,5 mld USD. Zakupy w Polsce poczynili m.in. British American Tobacco, Michelin i Goodyear. W latach 1990–2000 łączna wartość kapitału zagranicznego osiągnęła 45 mld USD, zaś głównymi krajami jego pochodzenia były: Francja, USA, Niemcy i Holandia. Ponad 1 mld USD zainwestowały następujące korporacje: Daewoo, Fiat, Vivendi, United Pan-Europe Communications, RAO Gazprom, UniCredito Italiano i Bayerische Hypo- und Vereinsbank AG. Polska uzyskała 30% inwestycji, które napłynęły do Europy Środkowo-Wschodniej. Jednak w przeliczeniu na 1 mieszkańca zaangażowanie obcego kapitału w Polsce pozostawało na znacznie niższym poziomie niż na Węgrzech, Słowacji i w Czechach.
W latach 1990–2000 proces przekształceń własnościowych objął 75% przedsiębiorstw państwowych. W ramach prywatyzacji kapitałowej powstało blisko 1500 jednoosobowych spółek Skarbu Państwa, z których 1/3 sprywatyzowano. Przedsiębiorstwa trafiły prawie po połowie w ręce kapitału polskiego i zagranicznego. Do największych transakcji należały sprzedaże: KGHM „Polska Miedź” S.A., Celulozy „Świecie” S.A., Zakładów Przemysłu Tytoniowego Kraków S.A., Banku Handlowego w Warszawie S.A., Banku Pekao S.A., Banku Przemysłowo-Handlowego S.A., Powszechnego Zakładu Ubezpieczeń S.A. i Telekomunikacji Polskiej S.A.
Prywatyzacja bezpośrednia objęła 1800 przedsiębiorstw zatrudniających do 500 pracowników. Szczególną atrakcyjnością cieszyło się oddanie majątku w leasing spółkom pracowniczym, motywowane chęcią utrzymania miejsc pracy. Ich powstanie pozytywnie wpływało na stosunki pracownicze, a także wyniki ekonomiczne przedsiębiorstw. Najsłabsze ekonomicznie przedsiębiorstwa zostały wystawione na sprzedaż w otwartych przetargach.
Odbiegające od przewidywań wyniki odgórnej prywatyzacji sprawiły, że w 2000 r. działało jeszcze 2268 przedsiębiorstw państwowych, czyli 1/4 ich liczby z 1990 r. Większość przedsiębiorstw państwowych – szczególnie kopalnie węgla kamiennego, zakłady zbrojeniowe i Polskie Koleje Państwowe – przeżywały poważne problemy finansowe i nękane były konfliktami pracowniczymi.
Do bardziej skomplikowanych należał proces prywatyzacji PGR-ów, m.in. ze względu na ich koncentrację na zachodzie i północy Polski, podczas gdy nadmiar ludności rolniczej występował w centrum i na południu kraju. Grunty PGR-ów, łącznie 4,7 mln ha, włączono do Zasobu Własności Rolnej Skarbu Państwa. Do 2000 r. sprzedano 967 tys. ha, czyli zaledwie 21% przejętych gruntów. Większość gruntów ZWRSP (55%) została wydzierżawiona, w tym cudzoziemcom.
Niedostatek kapitału, wysokie ceny kredytu i najmu lokali sprawiły, że motorem przekształceń własnościowych stała się tzw. mała prywatyzacja. Polegała ona na kupowaniu drobnych zakładów państwowych lub spółdzielczych oraz uruchamianiu nowych, głównie handlowych. Tylko w latach 1990–1994 przybyło ponad 800 tys. przedsiębiorstw, często o niewielkim kapitale, ale bardzo aktywnych.
Na zwiększenie liczebności przedsiębiorstw prywatnych wpływ miała także zmiana klasyfikacji spółdzielni. W PRL stanowiły one część tzw. sektora uspołecznionego, zaś w III Rzeczypospolitej zasiliły własność prywatną. Szybki przyrost liczby małych firm został zahamowany w połowie lat dziewięćdziesiątych na skutek nasycenia rynku i nasilających się bankructw oraz z powodu wysokich obciążeń podatkowych, drogich kredytów i niedostatecznego popytu. W drugiej połowie lat dziewięćdziesiątych liczba przedsiębiorstw należących do pojedynczych właścicieli utrzymywała się na poziomie przeszło 2 mln. Wśród małych przedsiębiorstw dominowały firmy handlowe i warsztaty naprawcze (38%).
Zasadniczą transformację przeszedł sektor bankowy, który do 1989 r. cechowało daleko posunięte upaństwowienie i centralizacja. Zachowano państwową formę NBP jako banku państwa, banku emisyjnego i banku banków. Z jego struktury wydzielono natomiast 9 największych oddziałów okręgowych, które utworzyły sieć państwowych banków uniwersalnych. Zezwolono także na tworzenie banków: publicznych, o kapitale mieszanym państwowo-prywatnym, i prywatnych, w tym z kapitałem zagranicznym.
W 1991 r. nowe banki państwowe przekształcono w spółki akcyjne będące własnością Skarbu Państwa i podjęto przygotowania do ich prywatyzacji. Jako pierwszy sprywatyzowano i wprowadzono na giełdę Bank Rozwoju Eksportu S.A., a następnie: Wielkopolski Bank Kredytowy S.A. i Bank Przemysłowo-Handlowy S.A. w Krakowie. Jednocześnie w latach 1990–1991 dynamicznie powstawały banki w formie spółek akcyjnych. W następnych latach na skutek zaostrzenia wymogów licencyjnych liczba nowo tworzonych banków drastycznie spadła. Dodatkowo, nasiliła się tendencja do łączenia małych banków, szczególnie spółdzielczych. W konsekwencji liczba banków (bez spółdzielczych), która w 1992 r. zbliżyła się do 100, w 1995 r. wynosiła 77. Również następne lata przyniosły fuzje banków, a z nich wyłoniły się grupy bankowe, np. Bank Pekao S.A. przejął: Pomorski Bank Kredytowy, Bank Depozytowo-Kredytowy i Powszechny Bank Gospodarczy. Kontynuowany był także proces prywatyzacji przy szerokim udziale kapitału zagranicznego, m.in. w 1999 r. Bank Pekao S.A. kupiony został przez kapitał włoski, a Bank Handlowy S.A. w Warszawie przez kapitał amerykański. Wielkie banki światowe tworzyły także swoje oddziały, np. Deutsche Bank, Crédit Lyonnais czy Creditanstalt. Udział kapitału zagranicznego w aktywach polskiego sektora bankowego zbliżył się do 80%.
Równocześnie z prywatyzacją bezpośrednią i pośrednią trwały przygotowania do powszechnej prywatyzacji, zakładającej przekazanie wszystkim dorosłym obywatelom 60% majątku 512 przedsiębiorstw państwowych, które weszły w skład 15 Narodowych Funduszy Inwestycyjnych. W listopadzie 1995 r. przystąpiono do pierwszego etapu powszechnej prywatyzacji, tj. sprzedaży każdemu dorosłemu Polakowi świadectw udziałowych. Do 2000 r. połowa spółek uczestniczących w programie NFI została sprywatyzowana.
Ekspansja dużego i małego kapitału, w tym zagranicznego, wywoływała istotne zmiany w strukturze własnościowej gospodarki. W 1993 r. udział sektora prywatnego w tworzeniu PKB przekroczył 50%, gdy jeszcze w 1990 r. nie przekraczał 1/3. W 2000 r. sektor prywatny partycypował w tworzeniu PKB w wysokości 63%. Odpowiednio zwiększył się odsetek zatrudnionych w sektorze prywatnym, w stosunku do ogólnego zatrudnienia, z 49% w 1990 r. do 74% w 2000 r. Największą rolę odgrywał sektor prywatny w budownictwie (96% produkcji sprzedanej), handlu detalicznym (95% sprzedaży), rolnictwie (95% produkcji globalnej) i przemyśle (72% produkcji sprzedanej).
Zmiany strukturalne nastąpiły także w sektorze publicznym, głównie po reaktywowaniu samorządu lokalnego. Ustawa o samorządzie terytorialnym z 8 marca 1990 r. uznała za podstawowy podmiot aktywności terenowej gminę, której powierzono wszystkie sprawy publiczne o znaczeniu lokalnym, nie zastrzeżone ustawami na rzecz innych podmiotów. Z mocy prawa gminy nabyły te składniki majątkowe, którymi dysponowały bezpośrednio dawne rady narodowe i terenowe organy administracji państwowej. Nastąpiła w ten sposób komunalizacja części majątku państwowego, tworząc nową formę własności, stanowiącą podstawę rozwijającej się demokracji lokalnej. Jej ugruntowaniu służył wprowadzony w 1999 r. podział administracyjny kraju na powiaty i duże województwa – regiony.